# جيه. ميلر
جيه. ميلر (بالإنجليزية: J. T. Miller)‏ (و. 1993  م) هو لاعب هوكي الجليد، من الولايات المتحدة، ولد في ايست باليستاين، أوهايو، يلعب كمهاجم ‏.

## روابط خارجية
- جيه. ميلر على موقع دوري الهوكي الوطني (الإنجليزية)
- جيه. ميلر على موقع EliteProspects.com (الإنجليزية)
- جيه. ميلر على موقع Eurohockey.com (الإنجليزية)
- جيه. ميلر على موقع HockeyDB.com (الإنجليزية)
- جيه. ميلر على موقع Hockey-Reference.com (الإنجليزية)